# Mélanie Mignon
Pour les articles homonymes, voir Mignon (homonymie).
Mélanie Mignon est une joueuse de football belge née le 8 mars 1993 à Visé (Belgique).

## Biographie
Elle joue onze ans au Standard de Liège. Elle a la particularité d'avoir été championne de Belgique dans toutes les divisions nationales.

## Palmarès
- Championne de Belgique (6) : 2011 - 2012 - 2013 - 2014 - 2015 -  2016
- Championne de Belgique et des Pays-Bas (1) : 2015
- Championne de Belgique D1 (1) : 2016
- Championne de Belgique D2 (1) : 2013
- Championne de Belgique D3 (1) : 2009
- Vainqueur de la Coupe de Belgique (2) : 2012 - 2014
- Vainqueur de la Coupe de Belgique des équipes B (1) : 2009
- Vainqueur de la Super Coupe de Belgique (2) : 2011 - 2012
- Doublé Championnat de Belgique-Coupe de Belgique (1) : 2014
- Doublé Championnat de Belgique-Super Coupe de Belgique (2) : 2011 - 2012
- Triplé Championnat de Belgique-Coupe de Belgique-Super Coupe de Belgique  (1) : 2012
- Quadruplé Championnat de Belgique-Coupe de Belgique-Super Coupe de Belgique-BeNe SuperCup  (1) : 2012
- Vainqueur de la BeNe SuperCup (2): 2011 - 2012

### Bilan
- 17 titres

## Statistiques

### Ligue des Champions
- 2011-2012: 2 matchs
- 2012-2013: 2 matchs